# Allobracon flavus
Allobracon flavus är en stekelart som beskrevs av Shimbori och Penteado-dias 2007. Allobracon flavus ingår i släktet Allobracon och familjen bracksteklar. Inga underarter finns listade i Catalogue of Life.